# Интеруайн
Интеруайн Чайна е търговско изложение в Китай, организирано от „Кантон Юнивърсъл Феър Груп“.
Основано е през 2005 г., когато митото при внос на вино намалява от 40% на 14%.   Това е витрина за производство на вино и спиртни напитки, търговия и свързани с тях продукти и услуги от чужбина, отговаряща на нуждата от професионалисти в тази област за търговски панаир със силна международна привлекателност и строга формула за всеки бизнес. В контекста на бързо нарастващия апетит на Китай за консумация на вино, това е най-голямото международно изложение за вино в Китай и единственият панаир на вино и спиртни напитки, одобрен за участие в Международния конгресен и изложбен център в Гуанджоу в Паджоу. Той е посветен изцяло на индустрията за вино и спиртни напитки и събира цялата общност на страната вносители, дистрибутори, търговци на едро и дребно в страната, заедно с големи потребители като хотели, авиокомпании и ресторанти.
Интеруайн приема най-големите китайски вносители на вина в континенталната част на Китай. Над 60% от внесеното вино се намира в района на Гуандун и все още се нарежда на най-динамичното място за винарски бизнес с огромно количество вносители и дистрибутори.
Интеруайн също така организира професионални дегустации на вино и форуми по време и преди изложението. Използва покана към различни експерти по виното да се присъединят към срещите за дегустация на вино. Интеруайн също така организира бизнес промоции, промоционални събития и Roadshows в 40 различни китайски града (46 града, започвайки от 2018 г.). От 2008 г. „Интеруайн“ организира и привлича китайски вносители да посещават винарни в чужбина. Франция, Испания, Италия, Южна Африка, Чили, Аржентина, Израел, Румъния, Молдова, България... тези страни непрекъснато се посещават от вносители благодарение на Интеруайн.
„Интеруайн Чайна“ популяризира над 50 000 различни вина. 
Есенната сесия се провежда на 12 – 14 ноември в панаира за внос и износ на Китай Pazhou Complex в Гуанджоу, Китай.

## Външни връзки
- Официален сайт

|  | Тази страница частично или изцяло представлява превод на страницата Interwine в Уикипедия на английски. Оригиналният текст, както и този превод, са защитени от Лиценза „Криейтив Комънс – Признание – Споделяне на споделеното“, а за съдържание, създадено преди юни 2009 година – от Лиценза за свободна документация на ГНУ. Прегледайте историята на редакциите на оригиналната страница, както и на преводната страница, за да видите списъка на съавторите. ВАЖНО: Този шаблон се отнася единствено до авторските права върху съдържанието на статията. Добавянето му не отменя изискването да се посочват конкретни източници на твърденията, които да бъдат благонадеждни. |